# Červená Voda (Repubblica Ceca)
Červená Voda è un comune della Repubblica Ceca facente parte del distretto di Ústí nad Orlicí, nella regione di Pardubice.